# 소니 케미컬

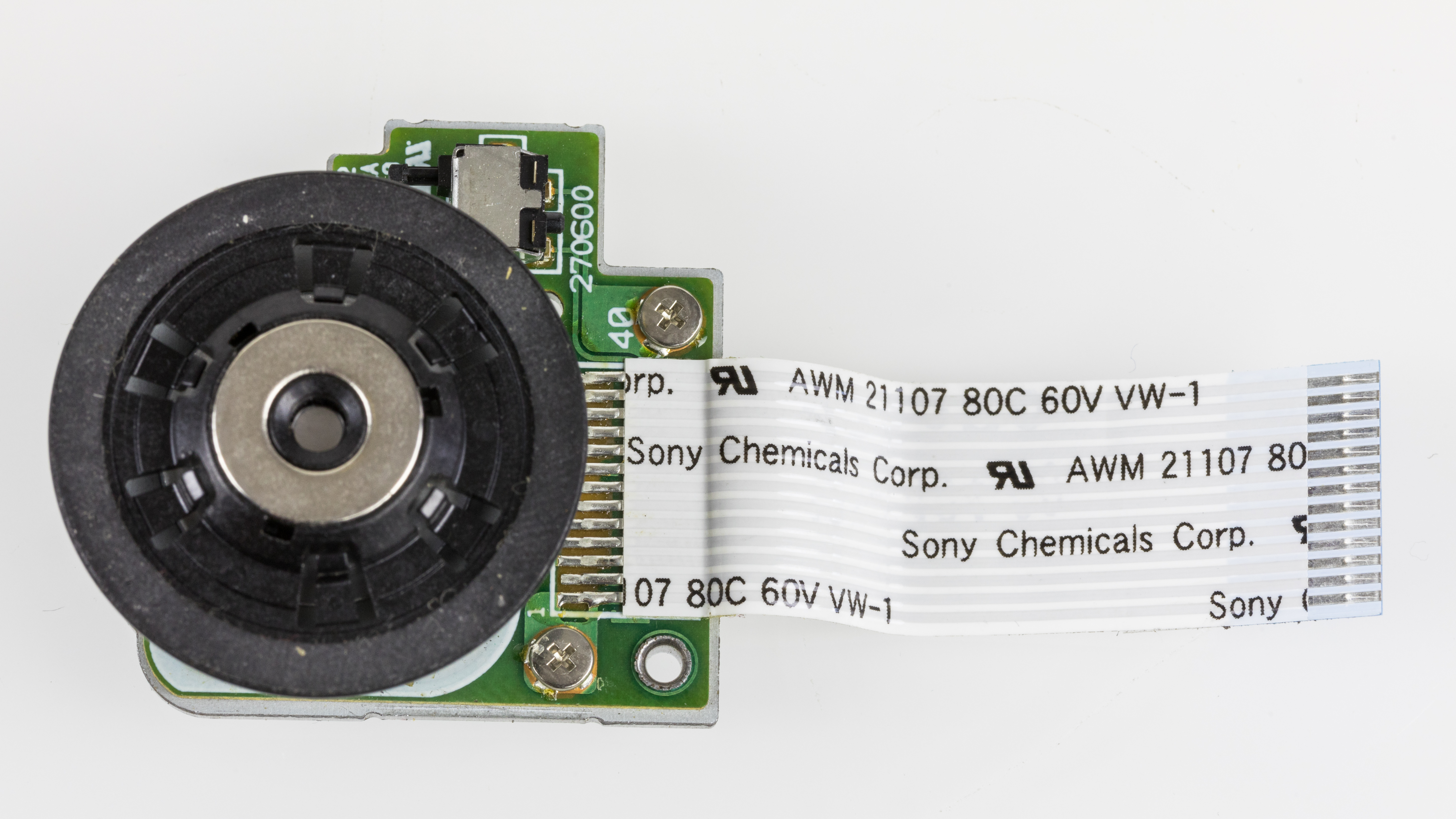

소니 케미컬(영어: Sony Chemicals Corporation)은 소니의 화학 분야 자회사로 1962년 설립되었다. 2012년 일본정책투자은행과 유니즌 캐피탈그룹에 매각되어 덱세리알즈 주식회사(영어: Dexerials Corporation, 일본어: デクセリアルズ株式会社 데쿠세리아루즈카부시키가이샤[*])가 되었다.